# Gànnic
Gànnic o Cànnic (llatí: Cannicus o Gannicus) va ser un esclau celta que juntament amb el traci Espàrtac, Crix, Cast i Enòmau, es va convertir en un dels líders dels esclaus rebels durant la Tercera Guerra Servil (73–71 aC). A l'hivern del 71 aC, Gànnic, juntament amb Cast, es van separar d'Espàrtac, portant-se amb ells un gran nombre de celtes i germànics, cosa que va marcar el segon destacament de la rebel·lió. Gànnic i Cast van trobar el seu final a la batalla de Cantenna a Lucània prop del mont Soprano (munt Camalatrum), on Marc Licini Cras, Luci Pomptí i Quint Marci Rufus van atrinxerar les seves forces a la batalla i els van derrotar.

## En la cultura popular
- Gànnic va ser interpretat en un paper menor per Paul Lambert a la pel·lícula Espàrtac de 1960, dirigida per Stanley Kubrick.
- Gànnic és interpretat per Dustin Clare a la sèrie de televisió de Starz Spartacus a partir de la temporada que porta per títol Spartacus: Gods of the Arena així com a Spartacus: Vengeance i Spartacus: War of the Damned.[5] És representat com un antic gladiador alliberat, de la Casa de Batiat, que accepta unir-se a la causa d'Espàrtac per honrar el seu amic Enòmau després de caure en la rebel·lió.
- Gànnic va ser interpretat per Paul Telfer a la minisèrie Spartacus de 2004: comanda la cavalleria rebel. A la minisèrie, és retratat com un traci.